# Pers-en-Gâtinais
Pers-en-Gâtinais é uma comuna francesa na região administrativa do Centro-Vale do Loire, no departamento de Loiret. Estende-se por uma área de 10.69 km². Em 2010 a comuna tinha 255 habitantes (densidade: 23,9 hab./km²).